# Lyijy
Lyijy è il sesto album della band Gothic metal Poisonblack.

## Tracce
1. Home Is Where the Sty Is – 3:35
2. Down the Ashes Rain – 3:53
3. The Flavor of the Month – 3:57
4. The Absentee – 4:46
5. Maybe Life Is Not for Everyone – 5:32
6. Death by the Blues – 3:41
7. The Halfway Bar – 5:38
8. Them Walls – 4:12
9. Blackholehead – 3:39
10. Pull the Trigger – 5:23
11. Elämän kevät – 6:07

## Formazione
- Ville Laihiala - voce, chitarra
- Marco Sneck - tastiere
- Antti Remes - basso
- Tarmo Kanerva - batteria